# 피아트 친퀘첸토 (자동차)

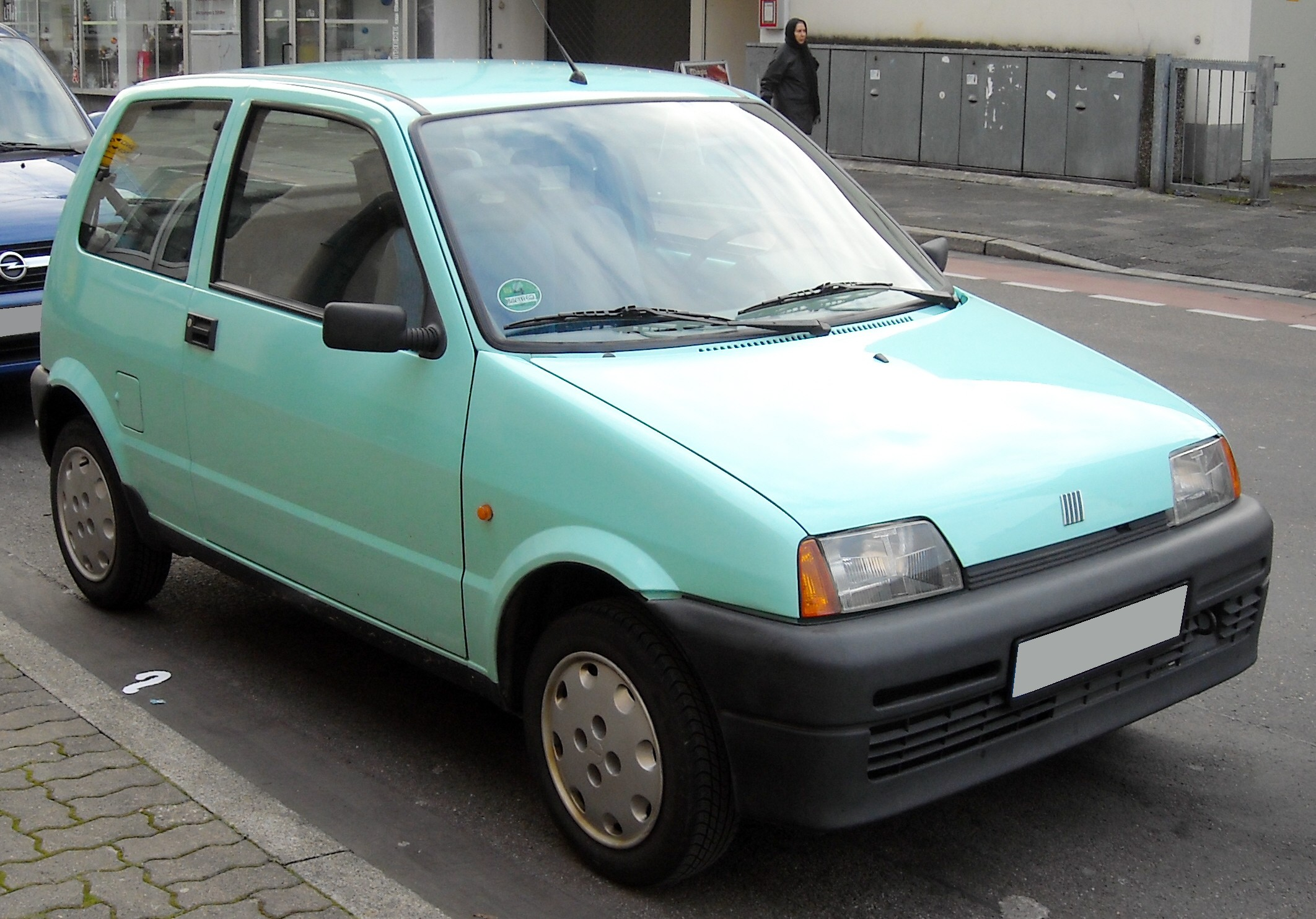
피아트 친퀘첸토 정측면

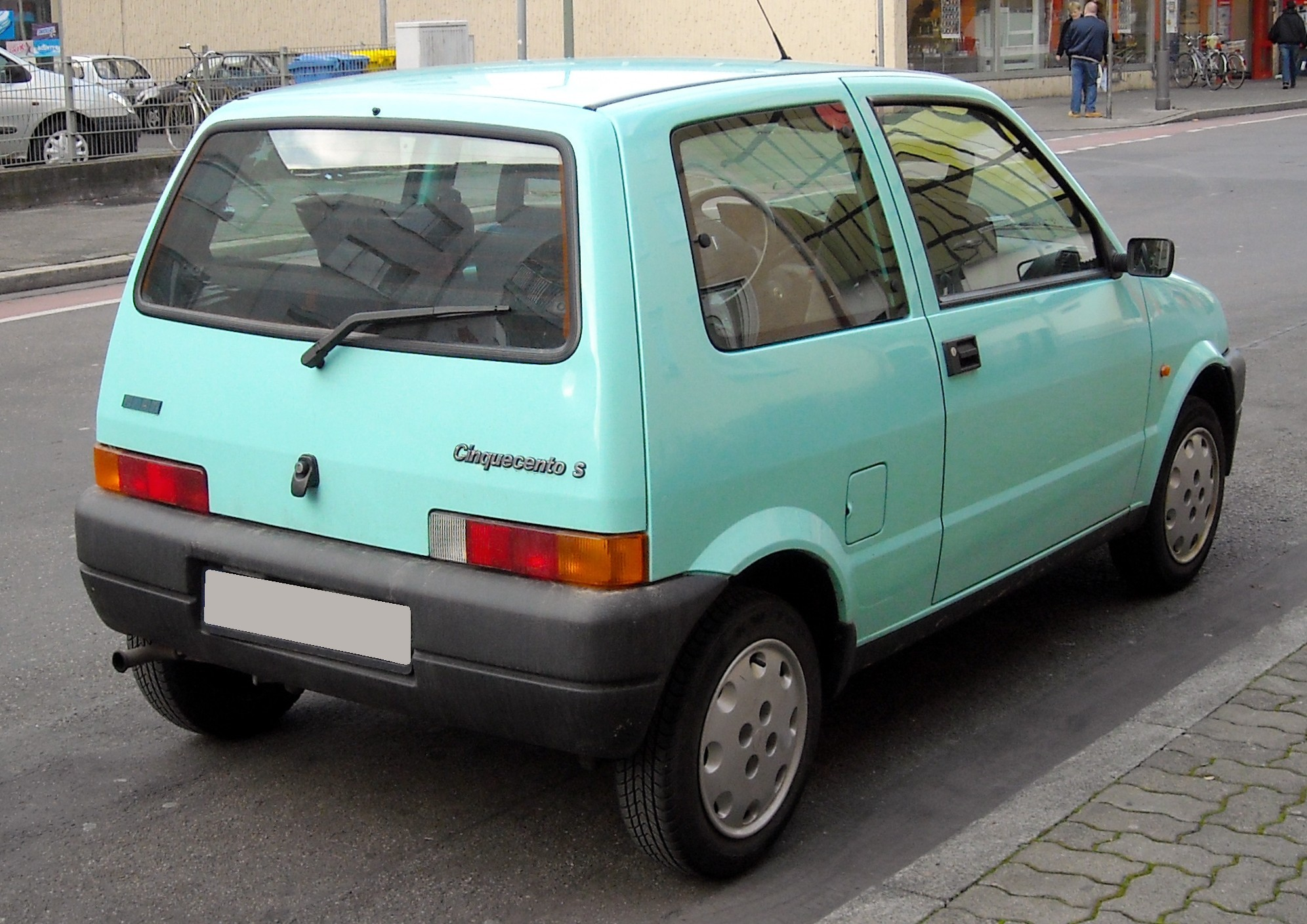
피아트 친퀘첸토 후측면

피아트 친퀘첸토(Fiat Cinquecento)는 이탈리아의 자동차 회사인 피아트가 제조했던 도시형 자동차이다. 친퀘첸토는 이탈리아어로 500을 의미한다. 코드네임은 타입 170이며, 1991년 12월에 126의 빈 자리를 대체하였다. 조르제토 주지아로가 담당한 디자인은 앞바퀴 굴림 구성에다가 실용성에 중점을 둔 키가 크고 각진 디자인이였다. 초기에 출시되었을 때는 704cc나 903cc 엔진이 제공되었으며, 1994년에 출시된 스포팅 버전은 1.1리터 FIRE 가솔린 엔진과 조합이 되었다. 원조 500이나 지금의 500에 비하면 별로 유명하진 않지만, 이쪽도 아바스 버전이 존재하며 대우 마티즈의 원본이 되는 컨셉트카를 후속으로 맞을 뻔한 적이 있었다. 1997년 말에 후속 차종인 세이첸토가 출시된 이후에도 병행 생산·판매되다가 1998년에 단종되었다.